# Ali Smith
Ali Smith (Inverness, 1962. augusztus 24. –) skót írónő.

## Élete
1990 és 1992 között a glasgowi University of Strathclyde skót, angol és amerikai irodalom oktatóként dolgozott. A krónikus fáradtság szindróma miatt otthagyta az egyetemet.
Cambridgeben él Sarah Wood élettársával együtt.

## Művei
- Companion piece. Hamish Hamilton, London 2022, ISBN 978-0-241-54135-7
- Summer. Hamish Hamilton, London 2020, ISBN 978-0-241-20707-9
- Spring. Hamish Hamilton, London 2019, ISBN 978-0-241-20704-8
- Winter. Hamish Hamilton, London 2017, ISBN 978-0-241-20702-4
  - Tél; fordította:. Mesterházi Mónika; Magvető, Budapest, 2021
- Autumn. Hamish Hamilton, London 2016, ISBN 978-0-241-20700-0
  - Ősz; fordította:. Mesterházi Mónika; Magvető, Budapest, 2020
- How to Be Both. Hamish Hamilton, London 2014, ISBN 978-0-241-14521-0
  - Hogy lehetnél mindkettő; fordította:. Mesterházi Mónika; Magvető, Budapest, 2019
- There but for the. Hamish Hamilton, 2011
- Girl Meets Boy: The Myth of Iphis. Canongate, 2007
- The Accidental. 2004
- Hotel World. 2001
  - Hotel világ; fordította:. M. Szabó Csilla; Bastei Budapest, Budapest, 2002
- Like. Virago, 1997
- The Story of Antigone (2011)
- Antigoné; idézetfordítás: Trencsényi-Waldapfel Imre; Kolibri, Budapest, 2015 (Meséld újra!)

## Díjak, elismerések
- 2012: Hawthornden-díj – There but for the
- 2014: Goldsmiths-díj – How To Be Both
- 2014: Costa Book Award – How To Be Both
- 2015: Nők szépprózai díja – How To Be Both[6]
- 2015: A Brit Birodalom Rendje
- 2022: Osztrák állami díj az európai irodalomért

## Fordítás
- Ez a szócikk részben vagy egészben  az   Ali Smith című angol Wikipédia-szócikk fordításán alapul.  Az eredeti cikk szerkesztőit annak laptörténete sorolja fel. Ez a jelzés csupán a megfogalmazás eredetét és a szerzői jogokat jelzi, nem szolgál a cikkben szereplő információk forrásmegjelöléseként.
- Ez a szócikk részben vagy egészben  az   Ali Smith című német Wikipédia-szócikk fordításán alapul.  Az eredeti cikk szerkesztőit annak laptörténete sorolja fel. Ez a jelzés csupán a megfogalmazás eredetét és a szerzői jogokat jelzi, nem szolgál a cikkben szereplő információk forrásmegjelöléseként.